# شادان مدحت مبارك
شادان مدحت مبارك، مهندسة عراقية من مواليد مدينة السليمانية عام 1361 هـ، 1942م، من عائلة كردية، وشغلت عدة مناصب حكومية وهي شقيقة الطبيب أوميد مدحت مبارك وزير الصحة العراقي السابق للسنوات 1991 – 2003.

## الدراسة والوظائف
اكملت شادان مبارك دراستها الأولية في مدارس السليمانية ثم أكملت الدراسة الثانوية بمعدل عال في ثانوية السليمانية للبنات سنة 1959، وبعدها التحقت بكلية الهندسة في قسم الهندسة المدنية في جامعة بغداد، وتخرجت منها عام 1964، وقد أثار اختيارها لقسم الهندسة المدنية استغراب الكثير من الطلاب وحتى بعض اساتذة الكلية لاقتصار التحاق الذكور بهذا القسم آنذاك! كما انها كانت قد قبلت للبعثة الدراسية في روسيا لدراسة علوم الفيزياء الذرية غير أن عائلتها ارتأت  اكمال دراستها الجامعية الأولية في العراق. وتعينت كمهندسة انشائية في مديرية مباني جامعة بغداد في الأعوام 1964-1974، وكانت المهندسة الوحيدة في تلك الدائرة التي تنيط  مسؤولية العمل الميداني للكادر الرجالي لمعظم مهندسيها. وفي عام 1974 وبناءً على رغبتها انتقلت إلى قسم التصميم الانشائي في وزارة الاسكان والتعمير. وفي عام 1987 شغلت منصب رئيسة قسم الهندسة المدنية في وزارة الاسكان. كما عملت في المركز الأدريسي للاستشارات الهندسية.

## المشاريع والانجازات
انجزت شادان كمهندسة ومصممة انشائية العديد من المشاريع أهمها: 
- مستشفى د. كمال السامرائي ببغداد.
- مبنى كلية الطب في جامعة النهرين ببغداد.
- بنايات المستشفى التعليمي في الكاظمية ببغداد.
- مطار أربيل الدولي.
- مطار بامرني في أربيل.
- بنايات مركز كلية طب الأسنان في جامعة المستنصرية.
- بنايات مجمع عرعر الحدودي.
- دققت تصاميم المشاريع السكنية في العراق لعدد من الشركات العالمية الكبرى مثل شركات شيميتزو اليابانية ودوميز الفرنسية وشركة هونداي الكورية وشركة سپانيو اليمانو الاسپانية وشركة جان اميوني اللبنانية. بالاضافة إلي اشرافها على مشاريع اعادة الأعمار للعديد من الأبنية المتضررة.
- في عام 2003 عادت إلى مدينة السليمانية حيث تعاقدت مع دائرة محافظة السليمانية وعدد من شركات القطاع الخاص  لانجاز التصاميم الانشائية لمباني المركز الرياضي والمدارس والبناية الجديدة لمحاكم السليمانية ومستشفى ٥٠٠ سرير  ومستشفى العيون  ومستشفى الطب البيطري.
- شغلت منصب مديرة مشروع لاستكمال مشروع انشاء المقر الجديد  لجامعة السليمانية ( كمپب الجامعة) حيث انجزت مهمتها بالكامل عام 2014.
- وفي عام 2005 وبطلب من محافظ السليمانية أسست قسم التصاميم الهندسية في المحافظة وذلك كمركز لتنفيذ التصاميم في جميع الاختصاصات الهندسية ولتدريب الكوادر الشابة مستفيدين من التعاقد مع الخبراء العراقيين واساتذة جامعة بغداد وجامعة السليمانية.

## الدورات
شاركت وتدربت في العديد من الدورات الهندسية ومن اهمها:
- دورة استخدام الحاسوب  في البرامج الهندسية والتصميم الانشائي في برلين.
- دورة هندسة البناء في اليابان.
- دورة تأثير الزلازل على الأبنية في الصين.

## البحوث والمؤلفات
ألفت العديد من البحوث العلمية الهندسية منها:
- بحوث في مادة الاسفلت.
- بحث عن طبقات التسطيح.
- بحث عن النظام الهندسي النفقي.
- بحث عن الجدران مسبقة الصب.

## العائلة
من عائلتها شقيقها وزير الصحة العراقي أوميد مدحت مبارك، والذي كان وزيراً لوزارة العمل والشؤون الاجتماعية أيضاً، ولها شقيق آخر حاصل على شهادة الدكتوراه في علوم الحاسبات وشقيقة مهندسة زراعية. 
وهي متزوجة من المهندس فؤاد صالح رشه. ولهما ولدان دليا و بژار.
ولقد ساهمت في تعليم وتدريس أولادها في مختلف المراحل الدراسية.